# Arrigo Boito
Arrigo Enrico Giuseppe Giovanni Boito, italijanski skladatelj, pesnik, pisatelj in libretist, * 24. februar 1842, Padova, Italija, † 10. junij 1918, Milano, Italija.

## Življenje
Glasbo je študiral na konservatoriju v Milanu. Njegovo najbolj znano delo je hkrati edina dokončana 
opera Mefistofele (po Goethejevem Faustu, premierno uprizorjena leta 1868). Opera ni bila sprejeta in zaradi izgredov publike je po dveh predstavah morala policija prepovedati nadaljnje predstave. Poleg tega dela je Boito skomponiral le malo skladb, uničil je svojo naslednjo opero Ero in Leandro in zapustil nedokončano opero Neron. To opero sta (brez zadnjega dejanja) po skicah dokončala Arturo Toscanini in Vincenzo Tommasini. Premierno je bila uprizorjena leta 1924 v milanski Scali.
Boito je pisal librete za svoje opere, bolj pa je zaslovel po libretih za Verdijevi operi Falstaff in Otello. Pod anagramskim psevdonimom Tobia Gorrio je prispeval tudi libreto za najuspešnejšo opero Amilcara Ponchiellija La Gioconda.
Boito je bil direktor konservatorija v Parmi od leta 1889 do 1897. Pokopan je na pokopališču Cimitero Monumentale v Milanu.